# Ильинский, Михаил Александрович
Михаил Александрович Ильинский (1 (13) ноября 1856, Санкт-Петербург — 18 ноября 1941, Боровое, Акмолинская область, Казахская ССР) — советский химик-органик и технолог, специалист в области синтетических (ализариновых и антрахиноновых) красителей. Почётный член Академии наук СССР (1935), заслуженный деятель науки и техники РСФСР (1934), доктор химических наук (1934). Один из создателей промышленного производства синтетических красителей в СССР.

## Биография
Родился в Санкт-Петербурге в 1856 году. В 1875 году окончил 6-ю гимназию и поступил в Петербургский технологический институт, но из-за участия в студенческом выступлении был в 1876 году отчислен. В 1879 году продолжил обучение в Берлинской высшей технической школе. После её окончания в 1882 году работал там же в качестве ассистента немецкого химика К. Либермана.
В 1889 году устроился на работу на ализариновую фабрику товарищества «Людвиг Рабенек» в подмосковном Щёлкове. Занимал должности сначала заместителя, а впоследствии заведующего производством. В 1899 году снова уезжает в Германию, где начинает работу на заводе фирмы «Р. Ведекинд и Ко» в Юрдингене.
В 1914 году начинается Первая мировая война, и М. А. Ильинский, отказавшийся принять германское подданство, высылается под надзор полиции в город Мюнстер, откуда в конце 1916 году совершает побег в Россию.
В России в 1916—1920 годах является членом технического совета организации «Русско-краски», впоследствии переформатированной в Главное управление анилиновой промышленности.
В 1918—1924 годах преподаёт в Московском университете в качестве приват-доцента.
С 1925 года назначен руководителем разработки технологии ализариновых красителей в Анилтресте и в Институте органических полупродуктов и красителей (НИОПИК).
20 февраля 1934 года удостоен звания заслуженного деятеля науки и техники РСФСР, 24 сентября 1934 года утвержден в степени доктора химических наук. 1 июня 1935 года избран почётным членом АН СССР.
Умер в эвакуации в посёлке Боровое Щучинского района Акмолинской области Казахской ССР.

## Научный вклад
В 1880-х годах занимался теорией валентности. Свои достижения в этой области докладывал в 1887 году Германскому химическому обществу, а в 1888 — Русскому физико-химическому обществу. В частности, сформулировал положения о делимости валентностей, существовании свободных радикалов, водородной связи, сольватации ионов и др.
В 1885 году положил начало применению органических реагентов в аналитической химии, предложив совместно с Г. Кнорре использовать 1-нитрозо-2-нафтол в качестве реактива на кобальт и трёхвалентное железо.
Основные работы посвящены ализариновым и антрахиноновым красителям. В 1891 году обнаружил, что при сульфировании антрахинона в присутствии ртути вместо обычно образующихся бета-сульфокислот образуются альфа-сульфокислоты и дисульфокислоты. Впоследствии показал, что ртуть может быть заменена поваренной солью. Позднее предложил использовать известковые плавы для превращения сульфокислот антрахинона в оксисоединения.
Также в 1891 году впервые разработал метод получения синего кислотного антрахинонового красителя типа ализарина-сафирола. Разработал и в 1899—1914 годах запатентовал способы получения ряда новых сульфокислот антрахинона, полиоксиантрахинонов, кислотных и кубовых антрахиноновых красителей и методы бензолирования аминоантрахинонов.
В 1911 году разработал новый метод абсорбционного крашения, нашедший широкое применение в производстве.
В 1928—1932 годах осуществил окисление антрацена в антрахинон, а в 1936 году в совместной работе с А. Н. Николаевой и А. И. Перельман путём окислительного синтеза получил ализарин непосредственно из антрахинона, минуя стадии сульфирования и щелочного плавления. В 1934—1935 годах занимался изучением методов получения сульфокислот и аминопроизводных антрахинона, получил новые фенольные производные ализарин-сафирола и коричневые кубовые красители.

## Семья
Брат — Алекса́ндр Алекса́ндрович Ильи́нский (1859—1920) — русский композитор и педагог, автор светских и духовных сочинений, профессор Московской консерватории по классу композиции, теории и истории музыки.
Жена — Анна Андреевна Ильинская (Бок) (13.06.1860 — 6.01.1936), похоронена на Новодевичьем кладбище в Москве. Сын — М. М. Ильинский, оперный певец и режиссёр. Проживал в Дрездене.